# Lepithrix fulvipes
Lepithrix fulvipes är en skalbaggsart som beskrevs av Carl Peter Thunberg 1818. Lepithrix fulvipes ingår i släktet Lepithrix och familjen Melolonthidae. Inga underarter finns listade i Catalogue of Life.